# 阿卜杜拉·海巴里
阿卜杜拉·海巴里（阿拉伯语：‎，1996年8月16日—）是沙特阿拉伯的职业足球运动员，司职后卫。现效力于沙特阿拉伯职业足球联赛的艾納斯，也代表沙特阿拉伯国家足球队。

## 荣誉
艾納斯
- 沙特阿拉伯职业足球联赛冠军：2018-19
- 沙特超级盃冠军：2019、2020
- 阿拉伯球會冠軍盃冠軍：2023[5]